# Prokop Lipski (zm. 1758)
Prokop Lipski z Lipego herbu Grabie (zm. 22 marca 1758 roku) – oboźny koronny (dworski) w latach 1742–1758, chorąży poznański w latach 1737–1742, miecznik poznański w latach 1729–1737, starosta śremski, pułkownik husarski w 1733 roku.
Poseł województw poznańskiego i kaliskiego na sejm 1730 roku. Poseł województwa sieradzkiego na sejm 1732 roku. Jako poseł na sejm konwokacyjny 1733 roku z województwa sieradzkiego był członkiem konfederacji generalnej zawiązanej 27 kwietnia 1733 roku na tym sejmie. Poseł województwa poznańskiego na sejm zwyczajny pacyfikacyjny 1735 roku. W 1735 roku podpisał uchwałę Rady Generalnej konfederacji warszawskiej.
Był posłem województwa poznańskiego na sejm 1744 roku.
W 1757 został odznaczony Orderem Orła Białego.
Pochowany w kościele św. Kazimierza w Poznaniu.